# 臺灣鹽博物館
23°09′20″N 120°06′20″E / 23.1554257°N 120.1055073°E
臺灣鹽博物館是一座位於台灣臺南市七股區，以鹽業為主題的博物館，作為當地集鹽業文化之教育、研究與推廣等功能的場所使用。於2005年1月開幕，並自鹽光基金會經營至2006年12月為止後交予民間企業委外經營。

## 沿革
臺灣鹽博物館的籌建可追溯到民國八十三年（1994年），當時是立委在立法院要求國營事業應為歷史文化貢獻心力，而計畫興建博物館，但此意見只有當時的臺鹽董事長余光華深表贊同。而為了興建博物館，臺鹽開始蒐集相關文物及文獻，舉辦攝影比賽和徵集老照片，並進行口述訪談，然而後來在1990年時臺鹽公司因為民營化，將博物館連同鹽田一同繳回國有財產局，並停止編列第三期工程預算而使得其周邊設施與鹽業文化園區後續規劃案等計畫無法進行下去，最後只完成館內八成左右的設施。
這令許多文史工作者擔心鹽博館就此成為「文化棄嬰」，便要求行政院文化建設委員會接管，而最後鹽博館則交由臺南縣政府管理。但臺南縣政府又因各種理由，打算將鹽博館轉交給國立海洋生物博物館管理。在多方協調之後，決定在過渡期中委外經營。由於採購法的規定，所以必須進行公開招標，而引來民間廠商的興趣。對於這種情況，鹽光文教基金會與文史工作者聯合聲明反對營利導向的民間業者涉入鹽博館的經營。
最後鹽博館的經營權仍然進行了公開招標，由鹽光基金會取得兩年的經營權。而在這兩年期間，鹽光基金會協助提供許多鹽業資料給文史工作者、研究生及學者，所做的相關研究也對地方政府建立鹽業相關遺址歷史建築或古蹟鑑定有所助益，但仍然由於入不敷出而在經營一年後虧損上千萬元。最後鹽光基金會只好維持最基本的運作，直到經營期限2006年12月為止。
另一方面，由於原本要將鹽博館轉交海生館的計畫亦受阻，鹽博館便仍由臺南縣政府代管，而在升格後轉為臺南市政府管理，此外實際營運方面則由皇尚文創股份有限公司取得經營權。
2022年，基於館內設備老舊，雲嘉南濱海國家風景區管理處斥資9125萬元針對館舍啟動改造工程，工期為兩年，並規劃將結合多媒體更新展示空間、擴充餐飲服務、休憩設施等空間。

## 館內設施
全館共有四層樓，其中對外開放的是一、二、四樓。
| 樓層 | 展區                                   |
| ---- | -------------------------------------- |
| 一樓 | 鹽田風光、鹽田劇場、視聽室             |
| 二樓 | 臺灣的鹽、兒童探索館                   |
| 四樓 | 世界的鹽、波蘭鹽礦、四川井鹽、鹽與科學 |